# Vižintini Vrhi
Vižintini Vrhi (en italien : Monti di Visintini) est une localité de Croatie située en Istrie, dans la municipalité d'Oprtalj, dans le comitat d'Istrie. En 2001, la localité comptait 34 habitants.

## Démographie
| 1948 | 1953 | 1961 | 1971 | 1981 | 1991 | 2001 |
| ---- | ---- | ---- | ---- | ---- | ---- | ---- |
| 202  | 169  | 116  | 79   | 67   | 49   | 34   |